# オーソン・ホッジ
オーソン・ホッジ（Dr.Orson Hodge）は、アメリカ合衆国のABCで放送されている『デスパレートな妻たち』に登場する架空の人物。演じるのはカイル・マクラクラン、日本語版吹替えは田中秀幸。

## 人物・経歴
1960年生まれ。職業は歯科医。リバタリアン。
極端に潔癖で完璧主義な性格のため、二番目の妻ブリーとは意気投合する。一方最初の妻アルマには耐えがたかったらしく、ヒステリーを起こされたことがある。
再婚後はレイクビュー通りの自宅ではなく、ウィステリア通りのブリーの家に彼女の子供達と四人で住んでいる。
敬虔な家庭に生まれた。16歳の時、不倫の罪を犯した父が手首を切って自殺するのを止められず、それを母グロリアに責められたことで、不安定になり精神病院に入院した。以後、グロリアには父の死の償いを常に求められ、精神的な支配を受けるようになる。母の勧めで気に染まないアルマと交際、妊娠させたためやむなく結婚する。しかしアルマは流産、愛のない夫婦生活を続けるうち、客室乗務員のモニークと恋愛関係になる。
やがてモニークの存在が妻と母に知れると、妻アルマは家出して失踪、一方母グロリアはモニークの家に乗り込む。敬虔なグロリアは神の前での結婚の誓いとその遵守を神聖視しており、不倫を絶対に許さない。モニークの家には偶然マイクが配管修理に来ていたが、マイクが部品を買いに出た時にグロリアが現れ、モニークをマイクのレンチで撲殺。直後オーソンが愛人を訪ね、母と死んだモニークを見て愕然とする。そこへマイクが戻り、焦ったオーソンは死体と母を隠し、マイクに凶器のレンチと工具箱を渡して適当にあしらい帰らせる。母の犯罪を隠すべくゴルフ場にモニークを埋めることになるが、母は身元判定を避けるため死体の抜歯を行う。恋人へのこれ以上の凌辱を許せず、オーソンは母を死体を埋めるための穴に突き落とし、母の腰の骨を折ってしまう。障害の残ったグロリアは老人ホームに入り、母を許せない息子とは絶縁状態になる。

## シーズン2
映画館で女性同伴のマイクと出会ったスーザンに、咄嗟に恋人のふりをするよう頼まれ上手くこなす。映画館に忘れた財布をスーザンに届けに現れ、その際スーザンのこじれた人間関係を相談されてアドヴァイスをする。スーザンの紹介で、カールとの喧嘩で歯の欠けたマイクを治療した際、マイクから過去に面識がないかと聞かれて否定。しかしモニークの家で会ったのを思い出されては困るオーソンは、スーザンへのプロポーズに向かうマイクをひき逃げして昏睡状態に陥らせる。
精神病院へ知人の面会に来た際ブリーと知り合い、病院からの脱出時にも居合わせた。その数日後にブリーを訪ね、彼女との交際が始まる。

## シーズン3
半年後、婚約したブリーとオーソンの前にキャロリンが現れ、オーソンにかかっている先妻殺しの容疑を暴露。不安なブリーから結婚式の誓いの場で「奥さん殺したの」と聞かれ面食らう。披露宴の最中に警察からアルマらしき遺体が見つかったと聞き、新妻ブリーと急行するが、その遺体はモニークだった。しかし秘密を守るため知らないふりをする。友人ハーヴェイからモニークと不倫していたと聞くが、自分も彼女を愛人にしていたことは隠し、ハーヴェイとモニークの関係を匿名で警察に伝え、ブリーにも教える。さらにブリーがキャロリンに話し、立てこもり事件が起きてしまう。また昏睡から目覚めたマイクが記憶喪失と知り安堵する。
母グロリアをブリーが家に連れてきたため、ブリーから遠ざけるべく母を家から出そうと試みるが、結局グロリアはモニークとオーソンの関係をブリーに暴露。オーソンの周囲の女性が次々に殺されたり失踪していることで、怖くなったブリーに家を追い出される。しかしマイクがモニーク殺害容疑で逮捕されると、オーソンはブリーに最初の結婚の経緯とモニークとの不倫の事情を告白、許されて家に戻り、反対にグロリアを追い出す。だがスーザンがモニークとの不倫を警察に密告し、事情聴取を受ける。
失踪中のアルマが現れ、先妻殺害容疑は晴れるが、オーソンとの復縁を狙うアルマは近所に引っ越してくる。グロリアと結託して秘密を共有するアルマに、オーソンは出て行けと言えない。だがアルマの家でブリーがモニークの歯を見つけたことで、アルマの方が疑われる状況となり、オーソンは優位に立つ。子供が出来れば自分になびくと考えたアルマは、妊娠をもくろみ薬を飲ませてオーソンをレイプ。ブリーはアルマのレイプとモニーク殺害容疑を警察に届けようとするが、オーソンは反対。その理由を問われたオーソンは、ついに観念してモニークの死の真実を打ち明ける。ブリーはマイクの無実の罪を晴らすよう要求する。
真実を話したあともブリーに離婚を要求されなかったことで、オーソンは母と先妻に対し勝利宣言をする。取り乱すアルマを屋根裏に監禁したグロリアは、息子の意思を翻すにはブリーを亡き者にする他ないと行動を開始、ブリーを転落事故に遭わせ入院させる。この事故でオーソンを怪しむアンドリューは、オーソンをブリーに近づかせまいとする。帰宅しようと病院の屋上駐車場に向かったオーソンは、そこでモニークの家にいた時の記憶を取り戻したマイクに詰め寄られ、逃げようとして転落。一命は取り留めたが、病院から自殺未遂と判断され、病室でのカウンセリングで父の自殺以降の母との抑圧的な関係を告白する。
グロリアは、退院して自宅療養中のブリーの家に来ると、薬で眠らせたブリーを自殺に見せかけ殺そうとする。オーソンは母の意図に気づき怪我をおして帰宅、母がブリーの手首を切ろうとしているのを見て急いで止める。その時、父の死もまた母が自殺に見せかけて殺したものだと悟る。押し倒されたグロリアは脳梗塞を起こすが、アルマの家に母を連れていくと、アルマは屋根裏からの脱出に失敗し転落死していた。オーソンは、モニークを殺したアルマが、復縁を絶望視して自殺し、それを見たグロリアが脳梗塞を起こしたというシナリオを作り、警察に信じさせる。グロリアは意識があるまま口と四肢の動かない「生ける屍」と化し、病院で孤独に死を待つ身となる。
ハネムーンの直前、ダニエルの妊娠が発覚。ダニエルの産む子はオーソンとブリーとの間の子供として育つことが決まり、妻が妊娠を装うのにオーソンも協力する。